# イオン源

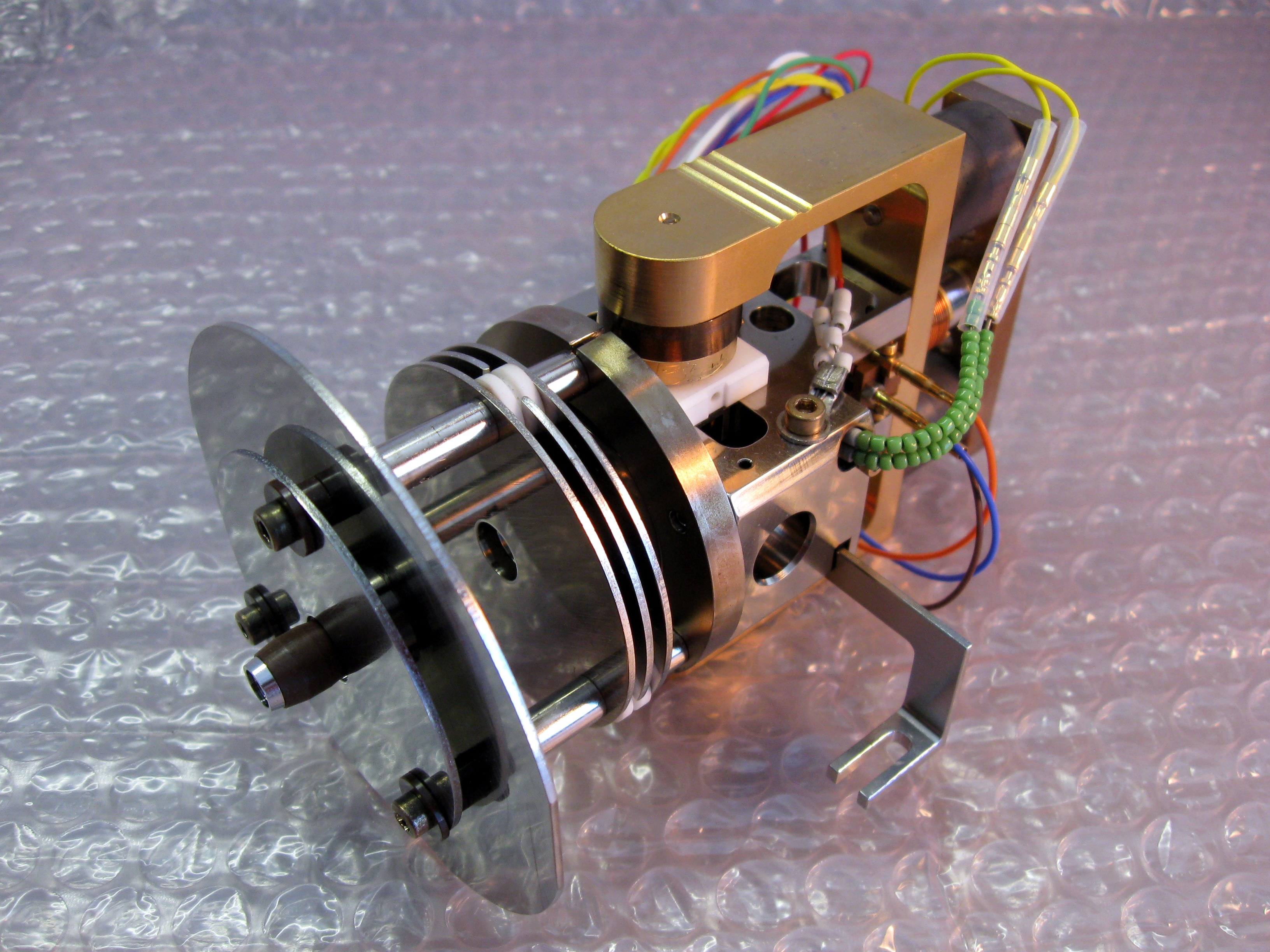
質量分析計EI/CIイオン源

イオン源は、原子および分子イオンを作成する装置のことである。質量分析計、発光分光計、粒子加速器、イオン注入機、イオンエンジンなどで、イオンを形成するために使用される。

## EI法

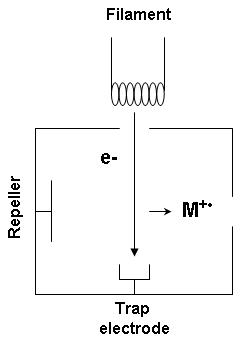
電子イオン化源の概略図

EI法は、特に有機分子の質量分析で広く使用されている。
{\displaystyle {\ce {M{}+e^{-}->M^{+\bullet }{}+2e^{-}}}} {\displaystyle {\ce {M{}+e^{-}->M^{+\bullet }{}+2e^{-}}}} {\displaystyle {\ce {M{}+e^{-}->M^{+\bullet }{}+2e^{-}}}}
電子は陰極と陽極の間のアーク放電によって作成される。
原子物理学では、電子ビームイオン源（EBIS）を使用して、強力な電子ビームで原子に衝撃を与えて高荷電イオンを生成する。詳しい動作原理については、電子ビームイオントラップを参考のこと。

### 電子捕獲イオン化
電子捕獲イオン化（ECI）は、電子の結合による気相原子または分子のイオン化で、A- ・　形のイオンを生成する。
{\displaystyle {\ce {A + e^- ->[M] A^-}}} {\displaystyle {\ce {A + e^- ->[M] A^-}}} {\displaystyle {\ce {A + e^- ->[M] A^-}}}
電子捕獲は、化学イオン化と組み合わせて使用可能である。
電子捕獲検出器は、いくつかのガスクロマトグラフィーシステムで使用されている。

## 化学イオン化
化学イオン化 （CI）は、電子の除去ではなくイオン/分子反応を伴うため、電子イオン化よりも低いエネルギープロセスである。エネルギーが低いほど断片化が少なくなり、通常はスペクトルがより単純になる。典型的なCIスペクトルには、簡単に識別できる分子イオンがある。
CIでは、イオン源の試薬ガスのイオンとの衝突によりイオンが生成される。一般的な試薬ガスには、メタン、アンモニア、イソブタンなどがある。イオン源の内部では、検体に比べて試薬ガスが大過剰に存在している。イオン源に入る電子は、試薬ガスを優先的にイオン化する。その結果生じる他の試薬ガス分子との衝突により、イオン化プラズマが生成される。このプラズマとの反応により、検体の陽イオンと陰イオンが形成される。
{\displaystyle {\ce {CH4 + CH4+ -> CH5+ + CH3}}}
{\displaystyle {\ce {M + CH5+ -> CH4 + [M + H]+}}}

### 電荷交換イオン化
電荷交換イオン化（電荷移動イオン化とも呼ばれる）は、イオンと原子または分子との間の気相反応であり、イオンの電荷は中性種に移動する。
{\displaystyle {\ce {A+ + B -> A + B+}}} {\displaystyle {\ce {A+ + B -> A + B+}}} {\displaystyle {\ce {A+ + B -> A + B+}}}

### 化学イオン化
化学イオン化は、気相の原子または分子と励起状態の原子または分子との反応によって、イオンを形成する 
{\displaystyle {\ce {G^{\ast }{}+M->M^{+\bullet }{}+e^{-}+G}}} {\displaystyle {\ce {G^{\ast }{}+M->M^{+\bullet }{}+e^{-}+G}}}{\displaystyle {\ce {G^{\ast }{}+M->M^{+\bullet }{}+e^{-}+G}}}

### 連想イオン化
連想イオン化は、2つの原子または分子が相互作用して単一のプロダクトイオンを形成する気相反応である。 相互作用する種の一方または両方が、過剰な内部エネルギーを持っている。
{\displaystyle {\ce {A^{\ast }{}+B->AB^{+\bullet }{}+e^{-}}}} {\displaystyle {\ce {A^{\ast }{}+B->AB^{+\bullet }{}+e^{-}}}} {\displaystyle {\ce {A^{\ast }{}+B->AB^{+\bullet }{}+e^{-}}}}

### ペニングイオン化
ペニングイオン化は、中性原子または分子間の反応を伴う化学イオン化の一種である。 このプロセスは、1927年に最初に報告されたオランダの物理学者であるフランスのミシェルペニングにちなんで命名された 。ペニングイオン化には、気相の励起状態の原子または分子G *とターゲット分子Mとの反応が含まれ、ラジカル分子カチオンM + を形成する。
{\displaystyle {\ce {G^{\ast }{}+M->M^{+\bullet }{}+e^{-}+G}}} {\displaystyle {\ce {G^{\ast }{}+M->M^{+\bullet }{}+e^{-}+G}}} {\displaystyle {\ce {G^{\ast }{}+M->M^{+\bullet }{}+e^{-}+G}}}
ペニングイオン化は、ターゲット分子のイオン化ポテンシャルが励起状態の原子または分子の内部エネルギーよりも低い場合に発生する。
{\displaystyle {\ce {G^{\ast }{}+M->MG^{+\bullet }{}+e^{-}}}} {\displaystyle {\ce {G^{\ast }{}+M->MG^{+\bullet }{}+e^{-}}}} {\displaystyle {\ce {G^{\ast }{}+M->MG^{+\bullet }{}+e^{-}}}}
表面ペニングイオン化（オージェ脱励起とも）は、励起状態のガスとバルク表面Sとの相互作用を指す。
{\displaystyle {\ce {G^{\ast }{}+S->G{}+S{}+e^{-}}}} {\displaystyle {\ce {G^{\ast }{}+S->G{}+S{}+e^{-}}}} {\displaystyle {\ce {G^{\ast }{}+S->G{}+S{}+e^{-}}}}

### イオン付着
イオン結合イオン化は、反応性衝突で陽イオンが分析物分子に結合する化学イオン化に似ている。
{\displaystyle {\ce {M + X+ + A -> MX+ + A}}} {\displaystyle {\ce {M + X+ + A -> MX+ + A}}} {\displaystyle {\ce {M + X+ + A -> MX+ + A}}}
放射性イオン源では、放射性物質の小片、たとえば63 Niや241 Amを使用してガスをイオン化する。これは、イオン化煙検出器およびイオン移動度分光計で使用される。

## ガス放電イオン源

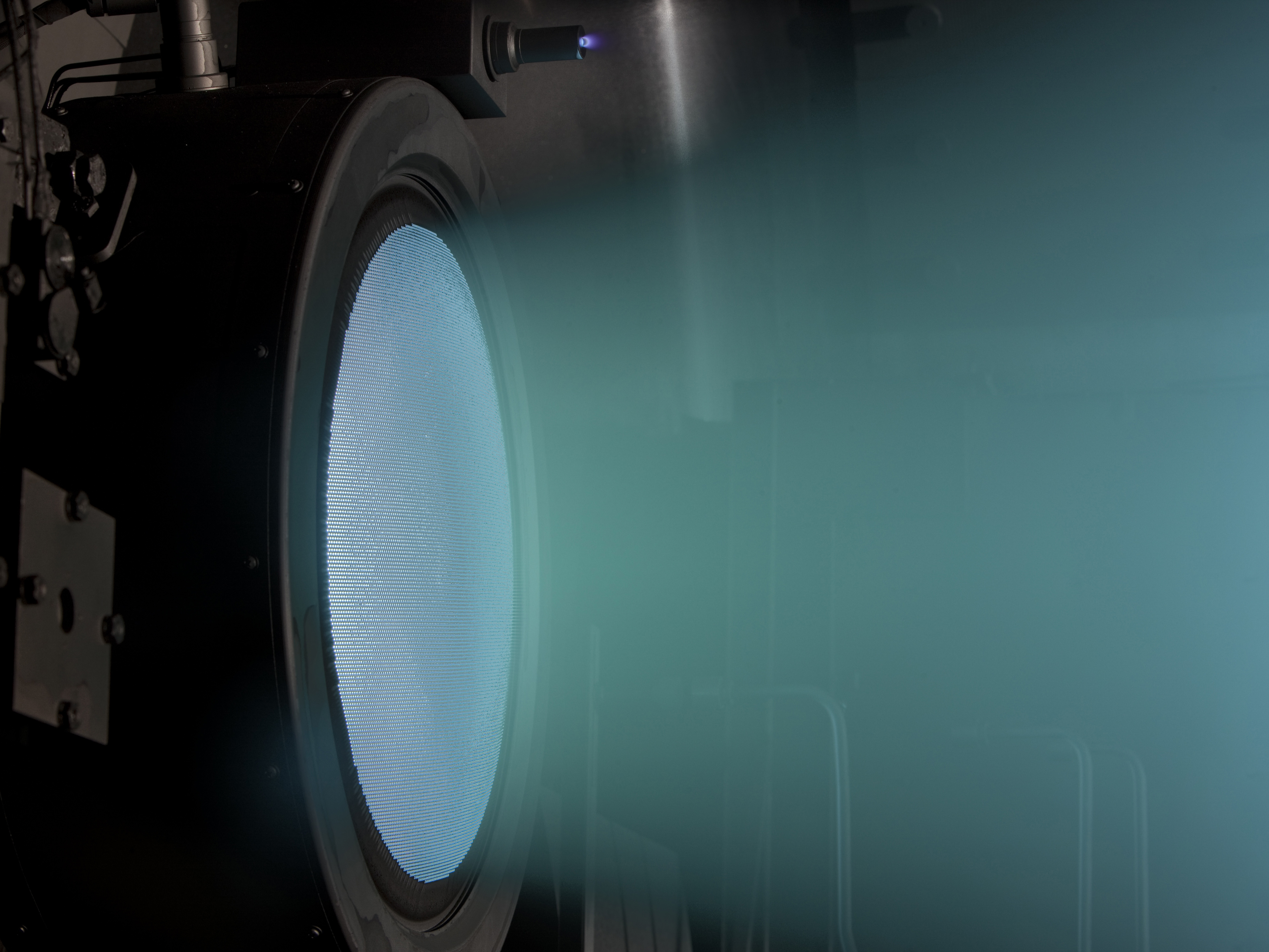
NASAのNEXT（イオンスラスタ）宇宙船推進システム

これらのイオン源は、プラズマ源または放電を使用してイオンを生成する。

### 誘導結合プラズマ
誘導結合プラズマは、電磁誘導、つまり時変磁場によって生成される電流によってエネルギーが供給されるプラズマ源である。

### マイクロ波誘導プラズマ
マイクロ波誘導プラズマイオン源は、無電極ガス放電を励起して、微量元素質量分析用のイオンを生成できる。マイクロ波プラズマは、GHz範囲の高周波電磁放射を有するプラズマの一種であり、無電極ガス放電を励起できる。表面波持続モードで適用された場合、それらは高プラズマ密度の大面積プラズマを生成するのに特に適している。それらが表面波と共振器モードの両方にある場合、高度の空間的局在化を示すことができる。これにより、プラズマ生成の場所を表面処理の場所から空間的に分離することがでる。このような分離は、（適切なガスフロースキームとともに）処理された基板から放出された粒子が気相のプラズマ化学に及ぼす可能性のある悪影響を減らすのに役立つ。

### ECRイオン源
ECRイオン源は、電子サイクロトロン共鳴を利用してプラズマをイオン化する。マイクロ波は、電子サイクロトロン共鳴に対応する周波数でボリュームに注入される。これは、ボリューム内の領域に適用される磁場によって定義される。ボリュームには、低圧ガスが含まれている。

### グロー放電
グロー放電は、低圧ガスに電流を流すことにより形成されるプラズマである。ガスを含む真空チャンバー内の2つの金属電極間に電圧を印加することにより作成される。電圧がストライキング電圧と呼ばれる特定の値を超えると、ガスはプラズマを形成する。
デュオプラズマトロンは、ガスをイオン化するために使用されるプラズマを生成するカソード （ 熱陰極または冷陰極 ）で構成されるグロー放電イオン源の一種である。デュオプラズマトロンは、正または負のイオンを生成できる。デュオプラズマトロンは、二次イオン質量分析 、イオンビームエッチング、および、高エネルギー物理学 で使用される。

### フローイング・アフターグロー
フローイング・アフターグローでは、通常ヘリウムまたはアルゴンなどの不活性ガスの流れでイオンが形成される。試薬を下流に追加して、イオン生成物を作成し、反応速度を調べる。フローイング・アフターグロー質量分析は、有機化合物の微量ガス分析で使用される。

### スパークイオン化
スパークイオン化は、固体サンプルから気相イオンを生成するために使用される。スパークイオン化を用いる質量分析計は、スパークイオン化質量分析計またはスパークソース質量分析計（SSMS）と呼ばれる。
クローズドドリフトイオン源は、ガスをイオン化するために電子を閉じ込めるために、環状キャビティ内の放射状磁場を使用する。それらは、イオン注入および宇宙推進（ ホール効果スラスタ ）に使用される。

## 光イオン化
光イオン化は、光子と原子または分子との相互作用からイオンが形成されるイオン化プロセスを指す。

### 多光子イオン化
多光子イオン化（MPI）では、イオン化しきい値を下回るエネルギーの複数の光子が実際にエネルギーを結合して原子をイオン化する。
共鳴増強多光子イオン化 （REMPI）は、1つ以上の光子が、イオン化されている原子または分子で共鳴する束縛遷移にアクセスするMPIの形式である。

### 大気圧光イオン化
大気圧光イオン化では、光子源、通常は真空UV（VUV）ランプを使用して、単一光子イオン化プロセスで検体をイオン化する。他の大気圧イオン源と同様に、溶媒のスプレーは比較的高い温度（摂氏400度以上）に加熱され、脱溶媒のために高流量の窒素がスプレーされる。得られたエアロゾルは、紫外線を照射してイオンを生成する。大気圧レーザーイオン化では、UVレーザー光源を使用してMPIを介して検体をイオン化する。

## 脱着イオン化

### フィールド脱着

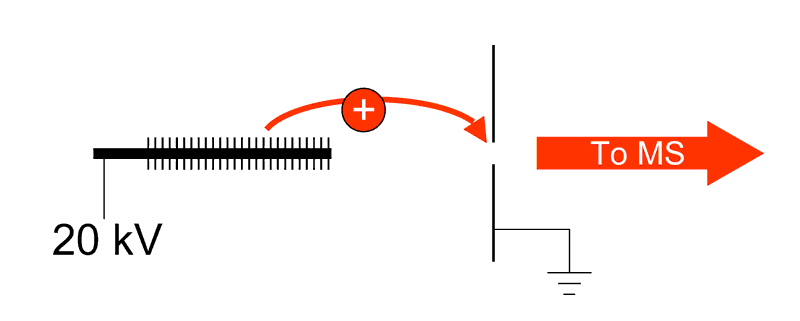
フィールド脱着概略図

フィールド脱離とは、カミソリの刃などの鋭い表面を備えたエミッタ、または、より一般的には小さな「ウィスカ」が形成されたフィラメントに高電位電界が印加されるイオン源を指す。これにより、非常に高い電場が生じ、分析物の気体分子のイオン化を引き起こす。フィールド脱着によって生成された質量スペクトルには、断片化がほとんどまたはまったくない。分子ラジカルカチオン{\displaystyle {\ce {M^{+.}}}}が多く生成され、プロトン化分子{\displaystyle {\ce {[{M}+H]+}}}は比較的少ない。

### 粒子衝撃

#### 高速原子衝撃
原子による粒子衝撃は高速原子衝撃 （FAB）と呼ばれ、原子または分子イオンによる衝撃は二次イオン質量分析（SIMS）と呼ばれる。核分裂片のイオン化は、適切な核種、例えばカリホルニウム同位体252 Cfの核分裂の結果として形成されるイオンまたは中性原子を使用する。
FABでは、分析物はマトリックスと呼ばれる不揮発性の化学的保護環境と混合され、真空下で高エネルギー（4000〜10,000電子ボルト）の原子ビームで照射される。原子は通常、アルゴンやキセノンなどの不活性ガスに由来する。一般的なマトリックスには、グリセロール、チオグリセロール、3-ニトロベンジルアルコール（3-NBA）、18-クラウン-6エーテル、2-ニトロフェニル オクチル エーテル、スルホラン、ジエタノールアミン、およびトリエタノールアミンが含まれる。この技術は、二次イオン質量分析およびプラズマ脱離質量分析に似ている。

#### 二次イオン化
二次イオン質量分析法（SIMS）を使用して、集束一次イオンビームで試料の表面をスパッタリングし、放出された二次イオンを収集および分析することにより、固体表面および薄膜の組成を分析できる。これらの二次イオンの質量/電荷比を質量分析計で測定して、表面の元素、同位体、または分子組成を1〜2ナノメートルの深さまで決定できる。
液体金属イオン源（LMIS）では、金属（通常ガリウム）が液体状態に加熱され、毛細管または針の端に提供される。次に、強い電場をかけるとテイラーコーンが形成される。コーンの先端が鋭くなると、電界蒸発によってイオンが生成されるまで、電界が強くなる。これらのイオン源は、特にイオン注入または集束イオンビーム機器で使用される。

#### プラズマ脱離イオン化

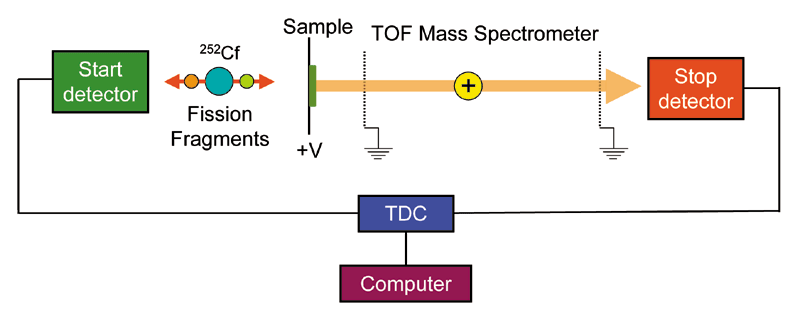
プラズマ脱着飛行時間型質量分析計の概略図

核分裂フラグメントイオン化とも呼ばれるプラズマ脱離イオン化質量分析（PDMS）は、核分裂の結果として形成されるイオンまたは中性原子（通常、カリホルニウムの同位体252Cf）を固体試料に衝突させることにより、固体試料中の物質のイオン化を達成する質量分析技術である。

### レーザー脱離イオン化

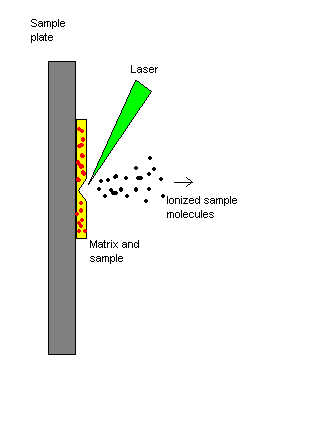
MALDIイオン源の図

マトリックス支援レーザー脱離/イオン化 （MALDI）は、ソフトイオン化技術である。サンプルはマトリックス材料と混合される。レーザーパルスを受信すると、マトリックスはレーザーエネルギーを吸収し、このイベントによって主にマトリックスが脱離およびイオン化されると考えられる（プロトンの添加により）。検体分子も脱着される。マトリックスは、プロトンを検体分子（タンパク質タンパク質など）に移動させ、検体を帯電させると考えられる。

#### 表面支援レーザー脱離/イオン化
表面支援レーザー脱離/イオン化（SALDI）は、質量分析による生体分子の分析に使用されるソフトレーザー脱着技術である。初期には、グラファイトマトリックスを使用した。現在、ナノ材料などの他の無機マトリックスを使用したレーザー脱離/イオン化法は、SALDIの変形と見なされることがよくある。従来のSALDIとDARTイオン源を組み込んだ周囲質量分析の組み合わせである「ambient SALDI」という方法も実証されている。

#### 表面増強レーザー脱離/イオン化
表面増強レーザー脱離/イオン化（SELDI）は、分析対象化合物との生化学的親和性を達成するために修飾されたターゲットを使用するタンパク質混合物の分析に使用されるMALDIのバリアントである。

#### シリコン上の脱離イオン化
シリコン上の脱離イオン化（DIOS）は、多孔質シリコン表面に堆積したサンプルのレーザー脱離/イオン化を指す。

#### スモーリーソース
レーザー蒸発クラスターソースは、レーザー脱離イオン化と超音速膨張の組み合わせを使用してイオンを生成する。スモーリーソース （またはスモーリークラスターソース ） は、1980年代にライス大学のリチャード・スモーリーによって開発され、1985年のフラーレンの発見の中心だった。

#### エアロゾルイオン化
飛行時間分析によるエアロゾル質量分析では、大気から抽出されたマイクロメートルサイズの固体エアロゾル粒子は、飛行時間イオン抽出装置の中心を通過する際に、正確なタイミングのレーザーパルスによって同時に脱着およびイオン化される。

## スプレーイオン化

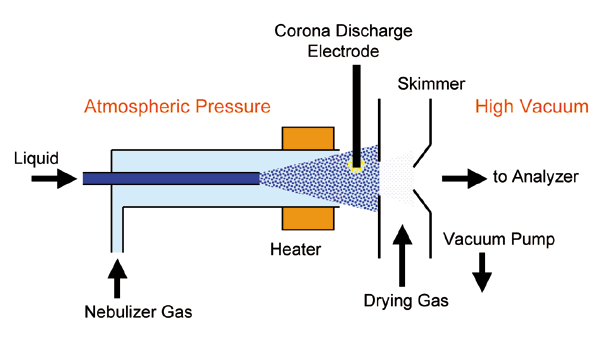
大気圧化学イオン化源

スプレーイオン化法には、液体溶液からのエアロゾル粒子の形成と、溶媒蒸発後の裸のイオンの形成が含まれる。
溶媒支援イオン化（SAI）は、分析物を含む溶液を大気圧イオン化質量分析計の加熱された入口チューブに導入することにより、荷電液滴を生成する方法である。エレクトロスプレーイオン化（ESI）の場合と同様に、荷電液滴の脱溶媒和により、多重荷電検体イオンが生成される。揮発性および不揮発性化合物はSAIによって分析され、ESIに匹敵する感度を達成するために高電圧は必要ない。フューズドシリカチューブに接続されたゼロデッドボリュームフィッティングを介してホットインレットに入る溶液に電圧を印加すると、ESIのような質量スペクトルが生成されるが、感度は高くなる。質量分析計への入口チューブがイオン源になる。

### マトリックス支援イオン化
マトリックス支援イオン化（MAI）は、サンプル調製におけるMALDIに似ているが、マトリックス化合物に含まれる分析物分子を気相イオンに変換するためにレーザーは必要ない。MAIでは、分析物イオンの電荷状態はエレクトロスプレーイオン化に似ているが、溶媒ではなく固体マトリックスから取得される。電圧やレーザーは必要ありませんが、レーザーを使用するとイメージングの空間分解能を取得できる。マトリックス分析物のサンプルは、質量分析計の真空中でイオン化され、大気圧注入口から真空に挿入でる。2,5-ジヒドロキシ安息香酸などの揮発性の低いマトリックスでは、MAIで検体イオンを生成するためにホットインレットチューブが必要であるが、3-ニトロベンゾニトリルなどの揮発性の高いマトリックスでは、熱、電圧、レーザーは不要である。単純にmatrix：analyteサンプルを大気圧イオン化質量分析計の注入口に導入すると、豊富なイオンが生成される。少なくともウシ血清アルブミン[66 kDa]と同じ大きさの化合物は、この方法でイオン化できる。このシンプルで低コストで使いやすいイオン化法では、質量分析計への注入口をイオン源と見なすことができる。

### 大気圧化学イオン化
大気圧化学イオン化は、大気圧で溶媒スプレーを使用する化学イオン化の一種である。溶剤のスプレーは比較的高い温度（摂氏400度以上）に加熱され、高流量の窒素が吹き付けられ、エアロゾル雲全体が化学イオン化試薬ガスとして作用する蒸発した溶剤でイオンを生成するコロナ放電にさらされる。APCIは、ESIほど「ソフト」（低フラグメンテーション）のイオン化技術ではない。大気圧イオン化（API）は、APCIと同義ではない。

### サーモスプレーイオン化
サーモスプレーイオン化は、質量分析における大気圧イオン化の一種である。イオンを液相から気相に移動して分析する。液体クロマトグラフィー質量分析で特に有用である。

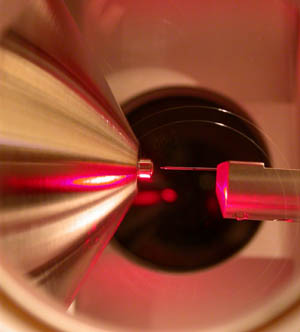
エレクトロスプレーイオン源

### エレクトロスプレーイオン化
エレクトロスプレーイオン化では、液体は非常に小さく、帯電した、通常は金属の毛細管を通過する。この液体には、分析対象物質である分析対象物質が大量の溶媒に溶解しており、通常は分析対象物質よりもはるかに揮発性が高くなっている。揮発性の酸、塩基、または緩衝液もこの溶液にしばしば添加されり。検体は、アニオンまたはカチオンの形で溶液中にイオンとして存在する。電荷が反発するので、液体は毛細管から押し出され、エアロゾルを形成する。エアロゾルは、直径約μ小さな液滴の霧です。エアロゾルは、テイラーコーンとこのコーンの先端からの噴流の形成を含むプロセスによって少なくとも部分的に生成される。窒素などの帯電していないキャリアガスを使用して、液体を噴霧し、液滴中の中性溶媒を蒸発させる。溶媒が蒸発すると、分析物分子は互いに強制的に接近し、互いに反発し、液滴を破壊する。このプロセスは、荷電分子間の反発クーロン力によって駆動されるため、クーロン分裂と呼ばれる。分析物に溶媒がなくなり、裸のイオンになるまで、このプロセスが繰り返される。観測されるイオンは、プロトン（水素イオン）の追加によって作成され、{\displaystyle {\ce {[{M}+H]+}}} {\displaystyle {\ce {[{M}+H]+}}}、またはナトリウムイオンなどの別のカチオンのもの、{\displaystyle {\ce {[M + Na]+}}} {\displaystyle {\ce {[M + Na]+}}} またはプロトンの除去 {\displaystyle {\ce {[M - H]^-}}} {\displaystyle {\ce {[M - H]^-}}}などの多価イオン {\displaystyle {\ce {[{M}+2H]^2+}}} {\displaystyle {\ce {[{M}+2H]^2+}}} がよく観察される。大きな高分子の場合、様々な頻度で多くの電荷状態（{\displaystyle {\ce {[M + 25H]^{25+}}}}など）が観察される。

#### プローブエレクトロスプレーイオン化
プローブエレクトロスプレーイオン化 （PESI）は、エレクトロスプレーの修正版であり、サンプル溶液の移動用のキャピラリーが、定期的に動作する鋭い先端の固体針に置き換えられる。

### 非接触大気圧イオン化
非接触大気圧イオン化は、質量分析による液体および固体サンプルの分析に使用される技術である。非接触APIは、追加の電力 （ソースエミッタへの電圧印加）、ガス供給や、シリンジポンプを必要としない。従って、この方法は、大気圧での質量分析によって化合物を分析するための簡単な手段である。

### ソニックスプレーイオン化
ソニックスプレーイオン化は、例えばメタノールと水の混合液などの液体溶液からイオンを生成する方法である。空気式ネブライザーを使用して、溶液を小さな液滴の超音速スプレーに変える。溶媒が蒸発すると、液滴上の統計的に不均衡な電荷分布により正味の電荷が生じ、完全な脱溶媒和によりイオンが形成される。ソニックスプレーイオン化は、小さな有機分子や薬物の分析に使用され、キャピラリーに電場が印加されると大きな分子を分析して、電荷密度を高め、タンパク質の複数の荷電イオンを生成する。
ソニックスプレーイオン化は、薬物分析のための高速液体クロマトグラフィーと組み合わせられる。オリゴヌクレオチドはこの方法で研究されている。この方法は、周囲イオン化のための脱着エレクトロスプレーイオン化と同様の方法で使用されており、同様に薄層クロマトグラフィーと併用される。

### 超音波支援スプレーイオン化
超音波支援スプレーイオン化（UASI）は、超音波によってイオン化する。

## 熱イオン化
熱イオン化 （表面イオン化または接触イオン化とも呼ばれる）には、蒸発した中性原子を高温の表面に噴霧し、そこから原子がイオンの形で再蒸発することが含まれる。正イオンを生成するには、原子種のイオン化エネルギーが低く、表面の仕事関数が高い必要がある。この手法は、イオン化エネルギーが低く、蒸発しやすいアルカリ原子（Li、Na、K、Rb、Cs）に最適である。
マイナスイオンを生成するには、原子種の電子親和力が高く、表面の仕事関数が低い必要がある。この2番目のアプローチは、ハロゲン原子Cl、Br、I、Atに最も適している。

## 周囲イオン化

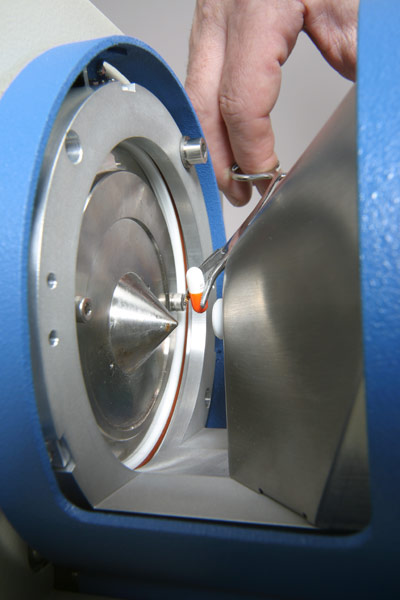
リアルタイムの周囲イオン化イオン源での直接分析

周囲イオン化では、イオンは質量分析計の外部で形成され、サンプルの調製や分離は行われない。 イオンは、帯電したエレクトロスプレー液滴への抽出、化学イオン化による熱脱着およびイオン化、または質量分析計に入る前のレーザー脱着またはアブレーションおよびポストイオン化によって形成できる。
固液抽出ベースの周囲イオン化は、帯電スプレーを使用してサンプル表面に液膜を作成する。表面の分子は溶媒に抽出される。表面に衝突する一次液滴の作用により、質量分析計のイオン源である二次液滴が生成される。脱着エレクトロスプレーイオン化（DESI）は、エレクトロスプレーソースを使用して、数ミリから数センチ離れた固体サンプルに向けられる荷電液滴を作成する。帯電した液滴は、表面との相互作用を介してサンプルを拾い上げ、質量分析計にサンプリングできる高帯電イオンを形成する。
プラズマベースの周囲イオン化は、準安定原子と分子および反応性イオンを生成する流動ガスの放電に基づいている。サンプルからの揮発性種の脱着を支援するために、熱がよく使用される。イオンは、気相での化学イオン化によって形成される。リアルタイムソースでの直接分析は、長寿命の電子的または振動的に励起された中性原子または分子（または「メタスタブル」）を含む乾燥ガスストリーム（通常はヘリウムまたは窒素）にサンプルをさらすことで動作する。励起状態は通常、ガスが流れるチャンバー内でグロー放電を作成することにより、DARTソースで形成される。大気固体分析プローブ[ASAP]と呼ばれる同様の方法では、ESIまたはAPCIプローブからの加熱ガスを使用して、ESI / APCIソースに挿入された融点チューブに置かれたサンプルを蒸発させる。イオン化はAPCIによるものである。
レーザーベースの周囲イオン化は、パルスレーザーを使用してサンプルから材料を脱着またはアブレーションし、材料のプルームがエレクトロスプレーまたはプラズマと相互作用してイオンを生成する2段階のプロセスである。エレクトロスプレー支援レーザー脱離/イオン化（ELDI）は337をナノメートル使用する。UVレーザーまたは材料をエレクトロスプレーソースに脱着するための3マイクロメートル赤外線レーザーを使用する。ママトリックス支援レーザー脱離エレクトロスプレーイオン（MALDESI）は、多価イオンを生成するための大気圧イオン化源である。紫外線または赤外線レーザーは、対象の検体と、エレクトロスプレーされた溶媒液滴との相互作用により多価イオンを生成するイオン化された中性検体分子を脱着するマトリックスを含む固体または液体サンプルに向けられる。レーザーアブレーションエレクトロスプレーイオン化（LAESI）は、中赤外（中間IR）レーザーからのレーザーアブレーションと二次エレクトロスプレーイオン化 （ESI）プロセスを組み合わせた質量分析用の周囲イオン化法である。

## 用途

### 質量分析
質量分析計では、サンプルがイオン源でイオン化され、生成されたイオンは質量電荷比によって分離される。イオンが検出され、質量電荷比の関数として、検出されたイオンの相対存在量のスペクトルとして結果が表示される。サンプル内の原子または分子は、既知の質量を識別された質量に相関させることにより、または特徴的なフラグメンテーションパターンにより識別できる。

### 粒子加速器

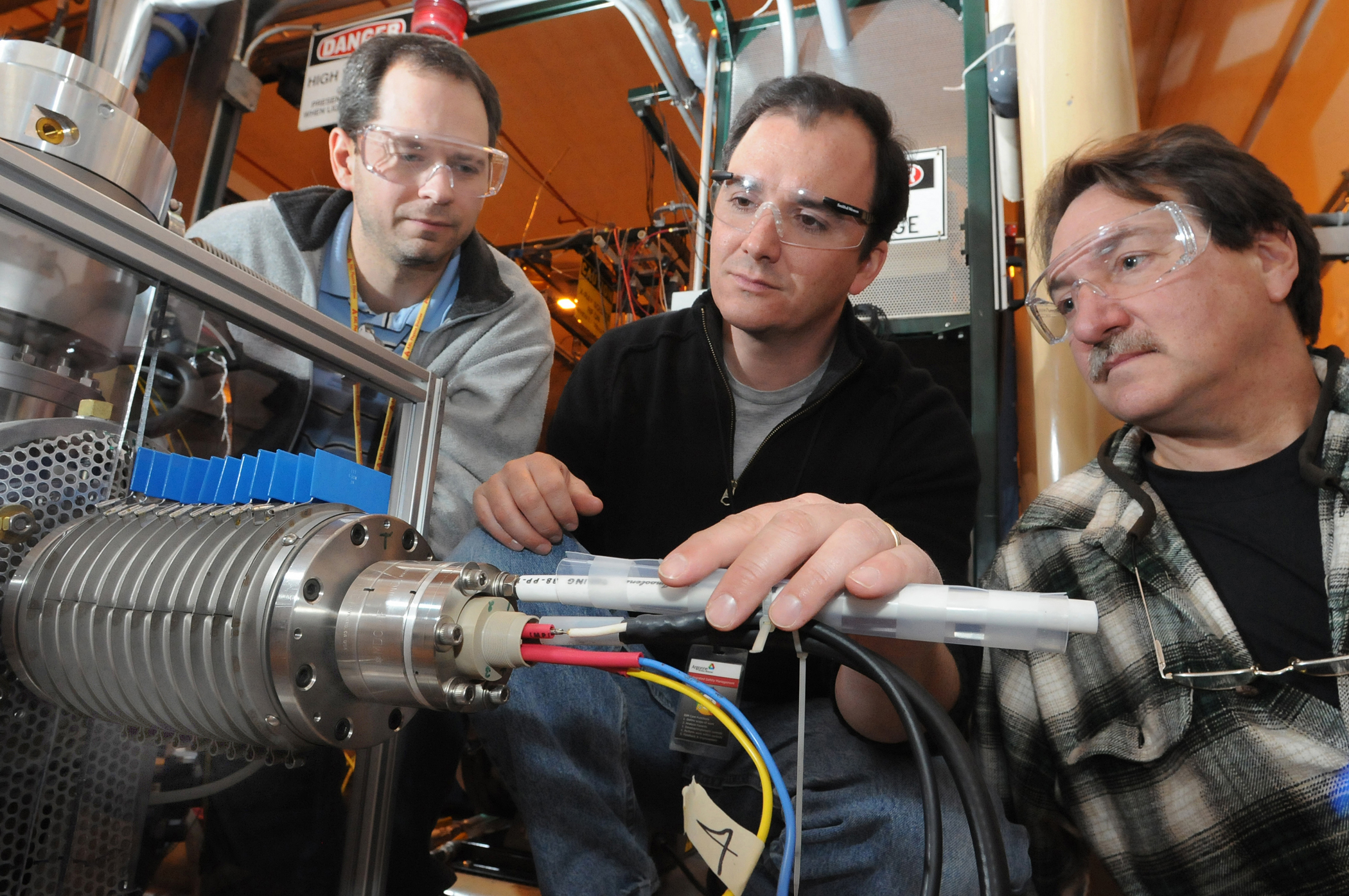
Argonneタンデム線形加速器システム （ATLAS）の表面イオン化源

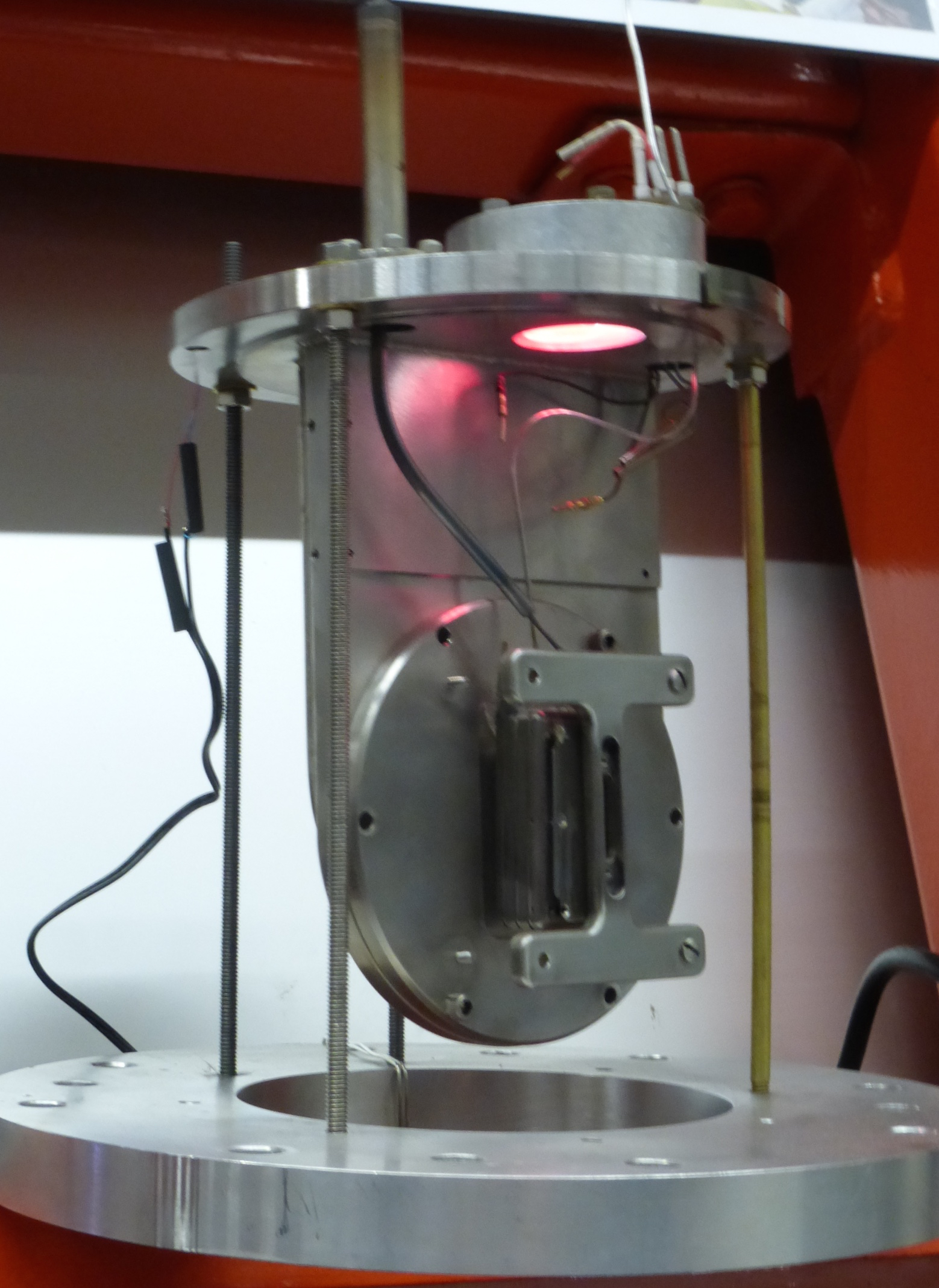
FermilabのCockcroft-Walton前加速器で使用されるイオン源

粒子加速器では、加速の開始時に、イオン源が粒子線を生成する。粒子加速器のためのイオン源の種類は、必要な粒子の種類（電子、陽子、H -イオンや重イオンなど）によって使い分ける。電子は電子銃で生成され、多くの種類がある。
陽子は、デュオプラズマトトロンやマグネトロンなどのプラズマベースのデバイスで生成される。
H -イオンはマグネトロン又はペニング源を用いて生成される。マグネトロンは、アノードに囲まれた中央の円筒状カソードで構成されている。放電電圧は通常150ボルトを超え、電流ドレインは約40アンペアです。約0.2テスラの磁場がカソード軸に平行となる。水素ガスはパルスガスバルブによって導入される。セシウムは、カソードの仕事関数を低下させ、生成されるイオンの量を高めるためによく使用される。プラズマ加熱核融合装置で  H -ソースがためにも使用されている。
ペニング源の場合、シースの電界に平行な強い磁場が、カソードからカソードへのサイクロトロンスパイラル上の電子とイオンを導く。マグネトロンのように、高速のHマイナスイオンがカソードで生成される。それらは、プラズマ開口部に移動する際の電荷交換反応により減速する。これにより、マグネトロンから得られるイオンよりも冷たいイオンビームが生成される。
重イオンは、電子サイクロトロン共鳴イオン源で生成でる。高度に荷電したイオンの強力なビームを生成するための電子サイクロトロン共鳴（ECR）イオン源の使用は、過去10年間で大きく増加した。ECRイオン源は、核および素粒子物理学の線形加速器、ヴァンドグラフジェネレータ、またはサイクロトロンへのインジェクタとして使用される。原子物理学および表面物理学では、ECRイオン源は、衝突実験または表面調査のために、高荷電イオンの強力なビームを提供する。ただし、最高の荷電状態には、電子ビームイオン源 （EBIS）が必要である。中重元素のむき出しのイオンでさえ生成できる。同じ原理に基づく電子ビームイオントラップ （EBIT）は、むき出しのウランイオンまで生成することができ、イオン源としても使用できる。
重イオンは、通常、電子の熱電子放出を使用して気体状態の物質をイオン化するイオン銃でも生成できる。このような機器は通常、表面分析に使用される。

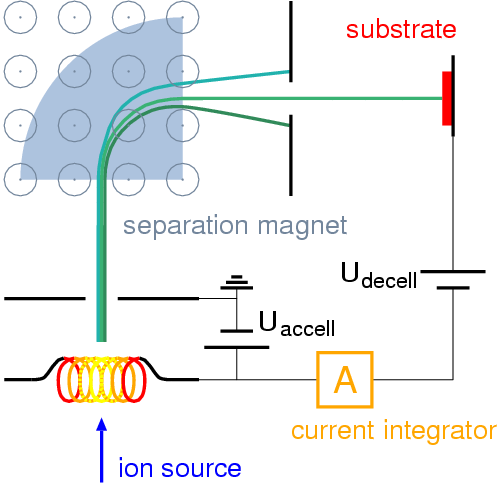
質量分離器を備えたイオンビーム蒸着システム

ガスは、アノードとカソードの間のイオン源を流れる。正の電圧が陽極に印加される。この電圧は、内部カソードと外部カソードの先端間の高磁場と組み合わされて、プラズマを生成する。プラズマからのイオンは陽極電界によって弾かれる。これにより、イオンビームが作成される。

### 表面改質
- 大面積堆積のための表面洗浄と前処理
- 薄膜堆積
- 厚いダイヤモンド状炭素 （DLC）膜の堆積
- 接着性および/または生体適合性を改善するためのポリマーの粗面化[84]